# Ommatius exilis
Ommatius exilis là một loài ruồi trong họ Asilidae. Ommatius exilis được Curran miêu tả năm 1928. Loài này phân bố ở vùng Tân nhiệt đới.